# Prima Lega 1976-1977 (calcio)
La Prima Lega 1976-1977, campionato svizzero di terza serie, si concluse con la vittoria del Wettingen.

## Regolamento
Scopo del torneo è quello di ottenere due promozioni e quattro retrocessioni.
Torneo svolto in due fasi: la prima fase vede le 48 squadre partecipanti suddivise, con criterio regionale, in quattro gironi composti da 12 squadre ciascuno, in cui le prime due classificate di ogni girone, si affrontano nella fase finale, in un minitorneo a sei, per stabilire le due squadre promosse in Lega Nazionale B. La fase finale vede incontri ad eliminazione diretta il primo turno, dalla quale si qualificano le tre quadre che si incontrano in un mini torneo a tre. Le ultime squadre classificate di ciascun girone vengono retrocesse direttamente in Seconda Lega.

## Girone A

### Classifica finale
|  | Pos. | Squadra          | Pt | G  | V  | N  | P  | GF | GS | DR  |
|  | ---- | ---------------- | -- | -- | -- | -- | -- | -- | -- | --- |
|  | 1.   | Bulle            | 31 | 22 | 14 | 3  | 5  | 42 | 25 | +17 |
|  | 2.   | Stade Lausanne   | 30 | 22 | 13 | 4  | 5  | 46 | 24 | +22 |
|  | 3.   | Stade Nyonnais   | 28 | 22 | 12 | 4  | 6  | 37 | 27 | +10 |
|  | 4.   | Monthey          | 26 | 22 | 11 | 4  | 7  | 38 | 29 | +9  |
|  | 5.   | Central Friburgo | 24 | 22 | 10 | 4  | 8  | 32 | 24 | +8  |
|  | 6.   | Meyrin           | 23 | 22 | 6  | 11 | 5  | 25 | 23 | +2  |
|  | 7.   | Fétigny          | 23 | 22 | 10 | 3  | 9  | 39 | 43 | -4  |
|  | 8.   | Orbe             | 22 | 22 | 8  | 6  | 8  | 40 | 37 | +3  |
|  | 9.   | Martigny         | 21 | 22 | 6  | 9  | 7  | 34 | 26 | +8  |
|  | 10.  | Boudry           | 16 | 22 | 5  | 6  | 11 | 25 | 36 | -11 |
|  | 11.  | Renens           | 12 | 22 | 4  | 4  | 14 | 28 | 57 | -29 |
|  | 12.  | Sierre           | 8  | 22 | 2  | 4  | 16 | 20 | 55 | -35 |

Legenda:

      Ammessa alla fase finale per la promozione in Lega Nazionale B 1977-1978.

      Retrocessa in Seconda Lega 1977-1978.

Note:
Due punti a vittoria, uno a pareggio, zero a sconfitta.

## Girone B

### Classifica finale
|  | Pos. | Squadra                   | Pt | G  | V  | N  | P  | GF | GS | DR  |
|  | ---- | ------------------------- | -- | -- | -- | -- | -- | -- | -- | --- |
|  | 1.   | Berna                     | 38 | 22 | 17 | 4  | 1  | 53 | 20 | +33 |
|  | 2.   | Köniz                     | 31 | 22 | 11 | 9  | 2  | 41 | 18 | +23 |
|  | 3.   | Aurore Bienne             | 29 | 22 | 12 | 5  | 5  | 53 | 25 | +28 |
|  | 4.   | Le Locle-Sports           | 29 | 22 | 8  | 11 | 3  | 38 | 33 | +5  |
|  | 5.   | Soletta                   | 20 | 22 | 8  | 4  | 10 | 26 | 32 | -6  |
|  | 6.   | Dürrenast                 | 19 | 22 | 6  | 7  | 9  | 26 | 30 | -4  |
|  | 7.   | Boncourt                  | 19 | 22 | 7  | 5  | 10 | 32 | 34 | -2  |
|  | 8.   | Lerchenfeld               | 19 | 22 | 8  | 3  | 11 | 34 | 46 | -12 |
|  | 9.   | Delémont                  | 19 | 22 | 6  | 6  | 10 | 25 | 27 | -2  |
|  | 10.  | ASI Audax-Friul Neuchâtel | 18 | 22 | 5  | 6  | 11 | 20 | 42 | -22 |
|  | 11.  | Derendingen               | 16 | 22 | 5  | 5  | 12 | 26 | 45 | -19 |
|  | 13.  | Superga                   | 17 | 22 | 5  | 3  | 14 | 25 | 47 | -22 |

Legenda:

      Ammessa alla fase finale per la promozione in Lega Nazionale B 1977-1978.

      Retrocessa in Seconda Lega 1977-1978.

Note:
Due punti a vittoria, uno a pareggio, zero a sconfitta.

## Girone C

### Classifica finale
|  | Pos. | Squadra           | Pt | G  | V  | N | P  | GF | GS | DR  |
|  | ---- | ----------------- | -- | -- | -- | - | -- | -- | -- | --- |
|  | 1.   | Wettingen         | 35 | 22 | 16 | 3 | 3  | 59 | 14 | +45 |
|  | 2.   | Laufen            | 33 | 22 | 13 | 7 | 2  | 40 | 17 | +23 |
|  | 3.   | Frauenfeld        | 30 | 22 | 13 | 4 | 5  | 39 | 30 | +9  |
|  | 4.   | Concordia Basilea | 22 | 22 | 9  | 4 | 9  | 36 | 38 | -2  |
|  | 5.   | Sciaffusa         | 21 | 22 | 8  | 5 | 9  | 33 | 35 | -2  |
|  | 6.   | Muttenz           | 21 | 22 | 9  | 3 | 10 | 35 | 38 | -3  |
|  | 7.   | Brühl             | 20 | 22 | 8  | 4 | 10 | 33 | 39 | -6  |
|  | 8.   | Red Star Zurigo   | 19 | 22 | 6  | 7 | 9  | 37 | 39 | -2  |
|  | 9.   | Baden             | 18 | 22 | 7  | 4 | 11 | 26 | 43 | -17 |
|  | 10.  | Blue Stars Zurigo | 17 | 22 | 6  | 5 | 11 | 26 | 30 | -4  |
|  | 11.  | Birsfelden        | 16 | 22 | 6  | 4 | 12 | 26 | 33 | -7  |
|  | 13.  | Kleinhüningen     | 12 | 22 | 4  | 4 | 14 | 21 | 55 | -34 |

Legenda:

      Ammessa alla fase finale per la promozione in Lega Nazionale B 1977-1978.

      Retrocessa in Seconda Lega 1977-1978.

Note:
Due punti a vittoria, uno a pareggio, zero a sconfitta.

## Girone D

### Classifica finale
|  | Pos. | Squadra            | Pt | G  | V  | N | P  | GF | GS | DR  |
|  | ---- | ------------------ | -- | -- | -- | - | -- | -- | -- | --- |
|  | 1.   | SC Zugo            | 31 | 22 | 11 | 9 | 2  | 46 | 28 | +18 |
|  | 2.   | Zugo               | 27 | 22 | 11 | 5 | 6  | 42 | 34 | +8  |
|  | 3.   | Chur               | 27 | 22 | 10 | 7 | 5  | 51 | 36 | +15 |
|  | 4.   | Balzers            | 24 | 22 | 9  | 6 | 7  | 55 | 45 | +10 |
|  | 5.   | Buochs             | 23 | 22 | 7  | 9 | 6  | 41 | 38 | +3  |
|  | 6.   | Unterstrass Zurigo | 23 | 22 | 8  | 7 | 7  | 39 | 37 | +2  |
|  | 7.   | Glattbrugg         | 23 | 22 | 8  | 7 | 7  | 41 | 42 | -1  |
|  | 8.   | Brunnen            | 20 | 22 | 8  | 4 | 10 | 34 | 39 | -5  |
|  | 9.   | Locarno            | 20 | 22 | 7  | 6 | 9  | 27 | 38 | -11 |
|  | 10.  | Ibach              | 16 | 22 | 5  | 6 | 11 | 37 | 42 | -5  |
|  | 11.  | Morbio             | 15 | 22 | 4  | 7 | 11 | 24 | 38 | -14 |
|  | 13.  | Rüti               | 15 | 22 | 3  | 9 | 10 | 29 | 49 | -20 |

Legenda:

      Ammessa alla fase finale per la promozione in Lega Nazionale B 1977-1978.

      Retrocessa in Seconda Lega 1977-1978.

Note:
Due punti a vittoria, uno a pareggio, zero a sconfitta.

### Spareggio per la seconda posizione
In seguito alla situazione di paritá, si ricorre ad uno spareggio per stabilire la squadra seconda classificata.
| 24 maggio 1977 | Zugo | 3 - 1 | Chur | Küsnacht |
| 24 maggio 1977 |      |       |      | Küsnacht |

### Spareggio per la retrocessione
In seguito alla situazione di paritá, si ricorre ad uno spareggio per stabilire la squadra retrocessa.
| 30 maggio 1977 | Morbio | 1 - 1(d.t.s.) | Rüti | Brunnen |
| 30 maggio 1977 |        |               |      | Brunnen |

## Fase Finale
La fase finale stabilisce le due squadre promosse in Lega Nazionale B.

### Primo turno (Quarti di Finale)
29 maggio e 5 giugno 1977
| Berna | 2 - 0 e 1 - 1 | Zugo |

| Bulle | 3 - 0 e 2 - 2 | Köniz |

| Wettingen | 1 - 0 e 2 - 0 | Stade Lausanne |

| SC Zugo | 1 - 1 e 0 - 1 | Laufen |

### Secondo turno (Semifinali)
12 e 19 giugno 1977
| Bulle | 4 - 0 e 1 - 2 | Berna |

| Laufen | 1 - 3 e 0 - 2 | Wettingen |

#### Finale
| 22 giugno 1977 | Wettingen | 5 - 2 | Bulle | Wettingen |
| 22 giugno 1977 |           |       |       | Wettingen |

## Verdetti Finali
- FC Wettingen vincitore del torneo.
- FC Wettingen e FC Bulle promosse in Lega Nazionale B
- FC Sierre, Superga di La Chaux-de-Fonds, SC Kleinhüningen e FC Rüti retrocesse in Seconda Lega.